# Гудзоватый, Александр

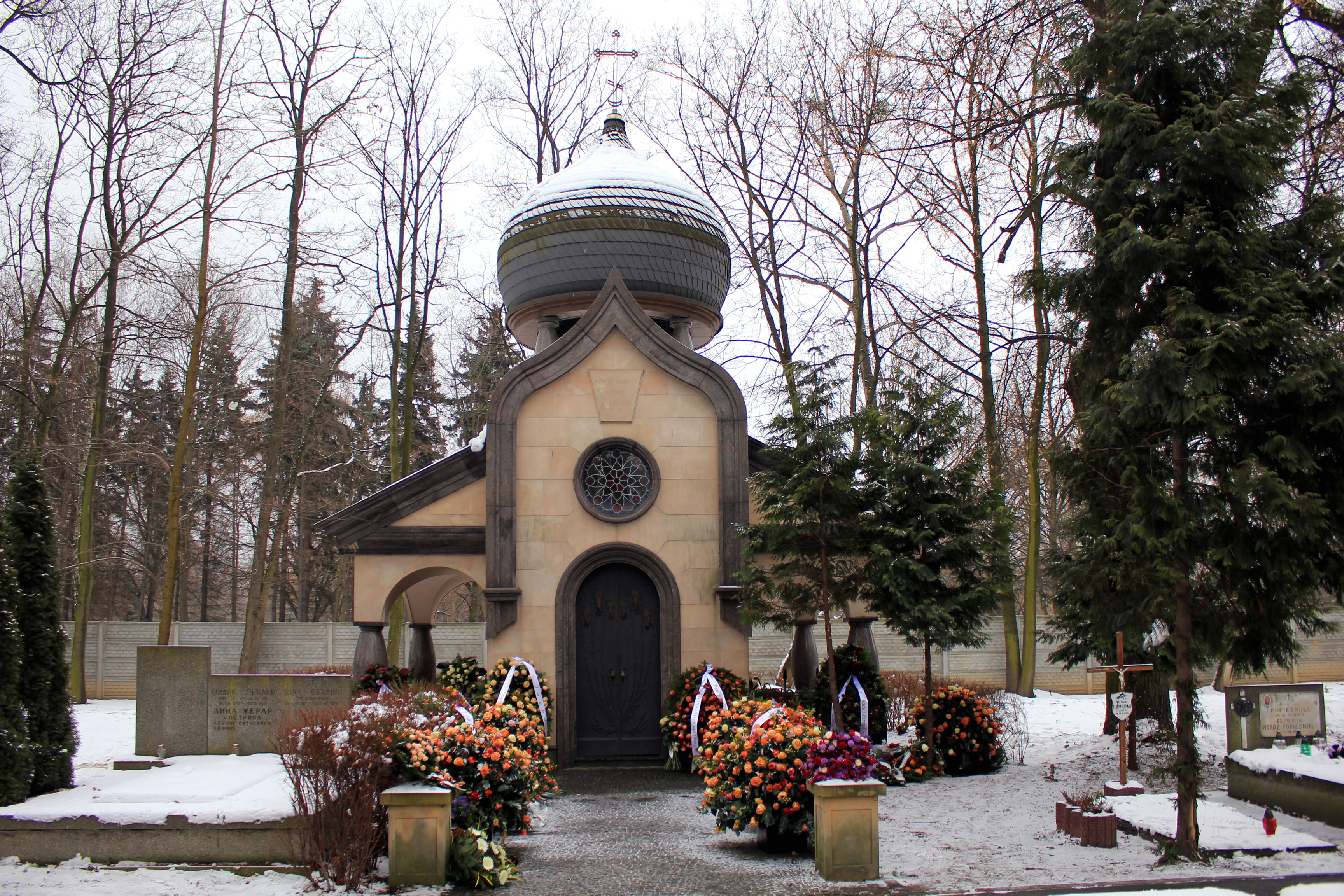
Могила семьи Гудзоватых 17 февраля, на следующий день после похорон Гудзоватого.

Александр Гудзоватый (пол. Aleksander Gudzowaty; 22 сентября 1938, Лодзь — 14 февраля 2013, Варшава) — польский предприниматель, глава фирмы Bartimpex, миллиардер.
Значительную часть своего состояния Гудзоватый заработал на сделках с российским газовым монополистом «Газпромом».
Созданная бизнесменом фирма Bartimpex в 1990-х покупала газ у «Газпрома» для польской госкомпании PGNiG, расплачиваясь за топливо продуктами питания и промтоварами.
В 1997 стал одним из трех поляков, попавших в рейтинг самых влиятельных людей мира, который составил американский журнал Global Finance.
В 2008 капитал Гудзоватого, по оценкам журнала Wprost, доходил до отметки в почти четыре миллиарда злотых (около $ 1,3 млрд). На тот момент бизнесмен занимал девятую строчку среди самых богатых поляков. В 2012 его состояние оценивалось в $ 1,5 млрд.
Был известен связями с политиками: в частности был спонсором президентской кампании основателя движения Солидарность Леха Валенсы.
Имел длительные рабочие отношения с экс-руководителем «Газпрома» Ремом Вяхиревым.